# Uvariastrum pierreanum
Uvariastrum pierreanum är en kirimojaväxtart som beskrevs av Adolf Engler. Uvariastrum pierreanum ingår i släktet Uvariastrum och familjen kirimojaväxter. Inga underarter finns listade i Catalogue of Life.